# شفق ألبي

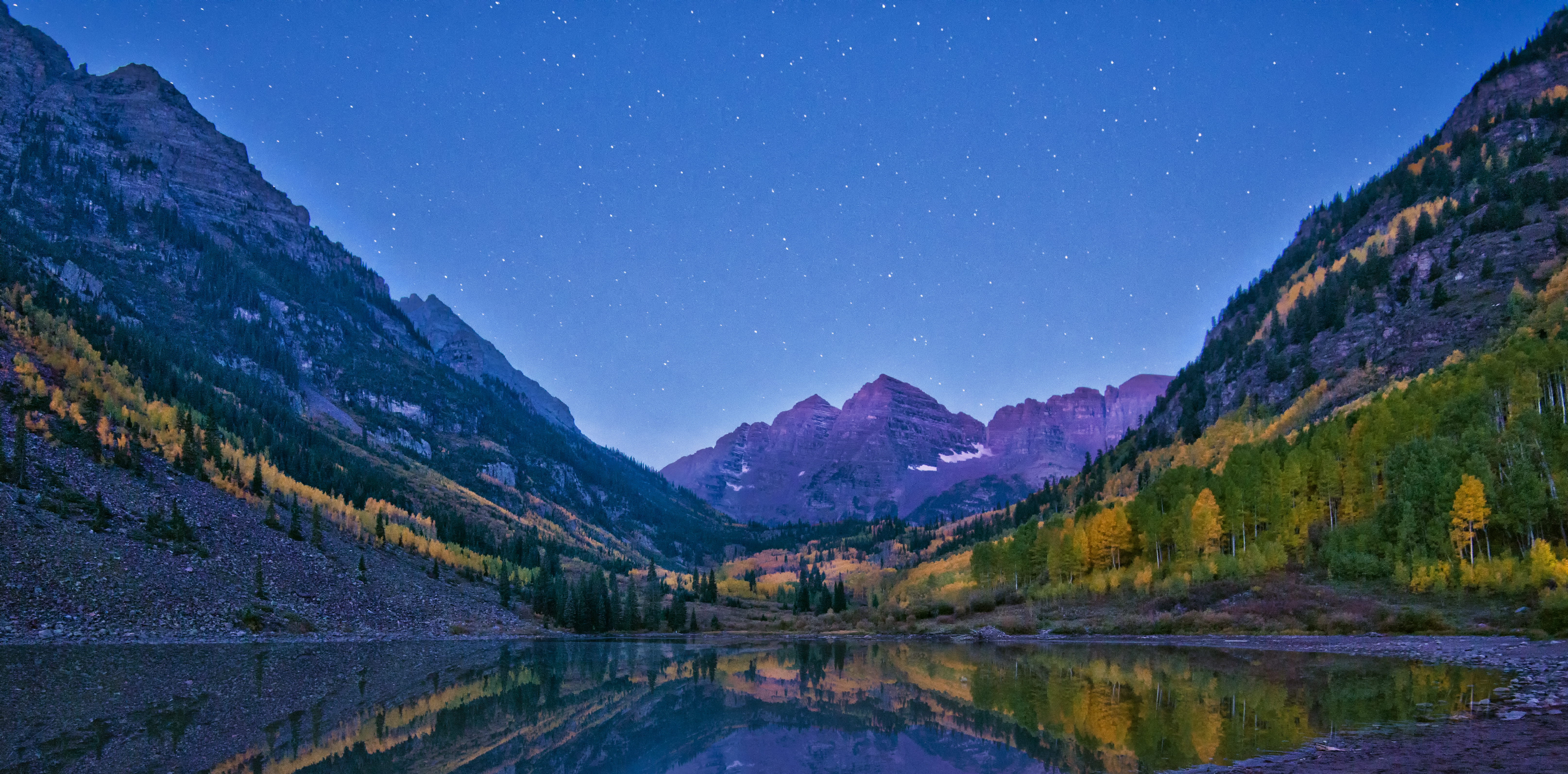
الألق الألبي عند الفجر، على جبال مارون بيلز وبحيرة مارون في كُلرادوة تبدو النجوم بوضوح أيضاً

الألق أو الوهج أو الشفق الألبي هو لون أبيض وردي محمر يظهر لفترة قصير فوق قمم الجبال المغطاة بالثلوج بعد غروب الشمس مباشرة، وقبل شروقها أيضاً. ويبدأ هذا الوهج عندما يكون قرص الشمس فوق الأفق بمقدار درجتين تقريباً، وتكون الألوان بيضاء أرجوانية في الصباح وبرتقالية في المساء.

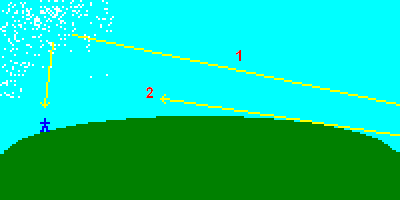
الشعاع الشمسي 2 هو الأدنى من الشمس، إذا الشمس مستوية.
الشعاع الشمسي 1 منعكس عن الغيوم (ثلج) إلى المشاهد (باللون الأزرق).